# السوق المعرفي
السوق المعرفي أو سوق المعرفة هو آلية لتوزيع مصادر المعرفة .  هناك نوعان من وجهات النظر حول المعرفة وكيف يمكن لأسواق المعرفة أن تعمل. تستخدم إحدى وجهات النظر البنية القانونية للملكية الفكرية لجعل المعرفة موردًا نادرًا نموذجيًا ، وبالتالي يمكن تطبيق آلية سوق السلع التقليدية مباشرة لتوزيعها.  بينما يعتمد النموذج البديل على التعامل مع المعرفة باعتبارها منفعة عامة وبالتالي تشجيع التبادل الحر للمعرفة.  غالبًا ما يشار إلى هذا باسم اقتصاد الانتباه .  حاليا لا يوجد إجماع بين الباحثين على المزايا النسبية لهذين النهجين. 
وتشمل السوق المعرفي مجموعة واسعة من الأنشطة والمجالات، بما في ذلك التدريب والتعليم، والاستشارات، والتقنية، والتصميم، والتسويق، والعلوم الاجتماعية، وغيرها الكثير. وتشمل الأدوات والوسائل التي يستخدمها البائعون والمشترين في السوق المعرفي الإنترنت والبرامج والتطبيقات والمنصات الإلكترونية.

### أمثلة
تعد خدمة إجابات جوجل تطبيقًا آخر لهذه الفكرة.  حيث سمحت هذه الخدمة لمستخدميها بتقديم مكافآت للباحثين والخبراء للإجابة على أسئلتهم.  تم إغلاق هذا الموقع في عام 2006. بعدها بشهرين أطلق خمسون باحثًا سابقًا في إجابات جوجل موقع أسئلة وأجوبة Uclue . 
مواقع أخرى شهيرة مثل كورا وستاك أوفرفلو (وبقية شبكة ستاك إكستشينج ) و آسك ميتافيلتر و ياهو! أنسرز و Windows Live QnA والأسئلة العامة لويكيبيديا «سابقًا» والعديد من مواقع الويب الأخرى التي تستخدم نموذج تبادل المعرفة المجاني.  وفي المقابل لا يقدم أي من هذه المواقع أكثر من زيادة في السمعة ضمن الموقع كمقابل للباحثين. 